# 长足科
长足科（学名：Oxynoidae）是腹足纲下的一个科。目的地位未定。

## 下属分类
本科包括以下属：
- Lobiger Krohn, 1847
- 长足属 Oxynoe Rafinesque, 1814
- Roburnella Ev.Marcus, 1982